# Carlos Telleldín

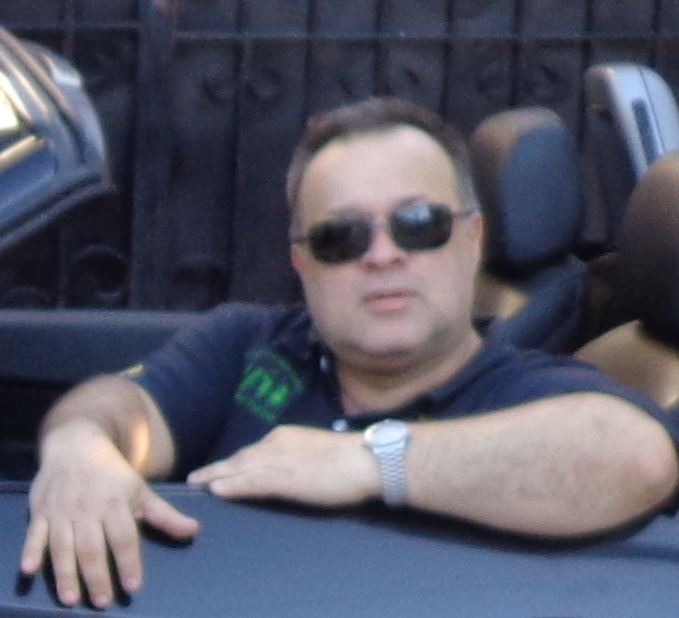
Telleldín en su descapotable, 2012.

Carlos Alberto Telleldín (Sáenz Peña, 25 de junio de 1961) es un abogado argentino, exvendedor de vehículos usados y siniestrados. 
Telleldín fue acusado de ser el entregador del coche bomba que se utilizó en el atentado terrorista a la mutual judía AMIA en Buenos Aires el 18 de julio de 1994. En el momento del atentado Telleldín se dedicaba a reducir autos robados. Fue absuelto, junto con todos los acusados de la llamada “conexión local”, por Tribunal Oral Federal 3 en el juicio que culminó en 2003 pero la Corte Suprema de Justicia de la Nación revocó esa absolución el 27 de mayo de 2009 y debió enfrentar un nuevo juicio, acusado de haber entregado el automotor en el que se colocó la bomba, en el que resultó nuevamente absuelto de culpa y cargo el 23 de diciembre de 2020.
El 28 de febrero de 2019 Telleldín fue condenado por ser parte de la operación de encubrimiento del atentado junto al exjuez de la causa, Juan José Galeano, el exjefe de los servicios de inteligencia Hugo Anzorreguy, los exfiscales Müller y Barbaccia, y otros funcionarios del Estado argentino durante la presidencia de Carlos Menem.

## Biografía
Poco después del atentado a la AMIA, Telledín fue imputado por el juez de la causa Juan José Galeano y los fiscales Müllen y Barbaccia, por haber entregado el automotor utilizado para colocar la bomba. Fue enjuiciado dos veces por dicho cargo y absuelto las dos veces.
Estuvo detenido durante 10 años (entre 1994 y 2004).
Telleldín dio muchas versiones diferentes acerca de los sucesos en cada declaración que hizo desde 1994.
En su declaración del 5 de julio de 1996, Telleldín acusó a varios policías bonaerenses ―encabezados por el excomisario Juan José Ribelli―, como los responsables de haberse llevado de su casa la camioneta-bomba durante un «apriete».
Ese mismo día su esposa cobró en un banco de Ramos Mejía la primera cuota de 200.000 pesos-dólares que le entregaron agentes de la SIDE (Secretaría de Inteligencia del Estado), durante el gobierno de Carlos Saúl Menem, con la autorización del juzgado, según se demostraría posteriormente en el juicio oral.
En septiembre del 2004, Telleldín fue declarado inocente por el tribunal que llevó adelante el juicio.
El juez Juan José Galeano anuló el acta en el que se encontró el motor de ese vehículo y que había llevado a los investigadores a la detención de Telleldín.
Junto a él también fueron absueltos los policías bonaerenses.
En 2009, Corte Suprema de Justicia revocó parte de la sentencia de un tribunal oral que había absuelto a todos los acusados.
En mayo de 2011, el juez federal Ariel Lijo ―a cargo de la causa AMIA― imputó a Telleldín y elevó la causa a juicio oral por irregularidades en la investigación del caso.
El 7 de junio de 2011, el nuevo fiscal a cargo de la causa AMIA, Alberto Nisman, solicitó que se vuelva a juzgar a Telleldín, como supuesto partícipe necesario del atentado a la mutual judía del 18 de julio de 1994, por lo que Telleldín fue detenido inmediatamente.
Telleldín permanecía libre a pesar de que la Corte Suprema de Justicia había revocado su absolución en la causa por el ataque terrorista.
Telledín se recibió de abogado en la cárcel. En noviembre de 2014 fue imputado nuevamente por un fallo de la Corte Suprema de Justicia de la Nación. En agosto de 2015 fue llevado nuevamente a juicio oral.[cita requerida]
El 28 de febrero de 2019 fue declarado culpable por el Tribunal Oral en lo Criminal Federal 2 compuesto por los jueces Jorge Gorini, Karina Perilli y Néstor Guillermo Costabel en la causa por el atentado a la AMIA ocurrido el 18 de julio de 1994, por el delito de encubrimiento de la investigación judicial, condenado a cumplir tres años y medio de prisión y a devolver al Estado 400 mil dólares que le había pagado la ex SIDE.[cita requerida]